# Толерантність
Толера́нтність (від лат. tolerantia— «стійкість, витривалість»; «терпимість»; «допуск»)— у загальному розумінні слова, — це «допустиме відхилення». Протилежність толерантності — це нетерпимість. Толерантність потрібно відрізняти від пасивної добровільності (адже таке пасивне прийняття не виражає позитивного значення судження, і не формує протилежності відхиленню) і від синкретизму.
Через багатоаспектність феномену «толерантності» у теорії сучасного наукового знання мають місце різні підходи до розуміння цього феномену. Філософський аспект пропонує розгляд толерантності як готовності постійно і з гідністю сприймати особистість, річ або подію, як терпіння, терпимість, витримка, примирення. Політичний контекст центрує увагу на повазі до свободи іншої людини, її поглядів, думок, поведінки. Соціологія трактує толерантність як милостивість, делікатність, прихильність до іншого тощо. У загальнопедагогічному контексті толерантність трактується як готовність прийняти інших такими, якими вони є, і взаємодіяти з ними на засадах згоди і порозуміння.

## Соціальна толерантність
Передумовою толерантності є те, що ви не згодні з цінністю, яку ви терпите. Ви не можете говорити про толерантність до речей, з якими ви погоджуєтесь. Справа в тому, що толерантність стосується як більшості, так і меншості. Меншість не має права висувати свої власні цінності більшості. Більшість мусить терпіти меншість, але лише так, щоб це не підривало здатність суспільства функціонувати.
Також це особливості поведінки та способу життя інших. Терпимість до чужого способу життя, поведінки, звичаїв, почуттів, ідей, вірувань є умовою стабільності та єдності суспільств, особливо тих, які не є гомогенними ні у релігійному, ні в етнічному, ні в інших соціальних вимірах.
Поняття терпимості принципово є моральним поняттям, яке стало політичним і правовим поняттям. Толерантність є людською чеснотою, і у сенсі моралі означає терпимість до відмінностей серед людей, уміння жити, не заважаючи іншим, здатність мати права і свободи, не порушуючи прав і свобод інших.
За Філософським енциклопедичним словником «толерантність» — це термін, котрим позначають доброзичливе або, принаймні, стримане ставлення до індивідуальних та групових відмінностей (релігійних, етнічних, культурних, цивілізаційних). Світоглядною основою толерантності є поціновування різноманітності — природної, індивідуальної, культурної.
Резолюцією 5.61 Генеральної конференції ЮНЕСКО від 16 листопада 1995 року затверджено Декларацію принципів толерантності. Цією декларацією дається визначення поняття «толерантність», а також вона проголошує 16 листопада Міжнародним днем, присвяченим толерантності, який відзначається щорічно.
|                                                                                              | 1.1. Терпимість означає повагу, прийняття і правильне розуміння багатого різноманіття культур нашого світу, наших форм самовираження і способів проявів людської індивідуальності. Їй сприяють знання, відкритість, спілкування та свобода думки, совісті і переконань. Терпимість — це гармонія в різноманітті. Це не тільки моральний обов'язок, а й політична та правова потреба. Терпимість — це чеснота, яка робить можливим досягнення миру і сприяє заміні культури війни культурою світу. 1.2. Терпимість — це не поступка, поблажливість чи потурання. Терпимість — це перш за все активне ставлення, що формується на основі визнання універсальних прав і основних свобод людини. Ні в якому разі терпимість не може служити виправданням зазіхань на ці основні цінності, терпимість повинні проявляти окремі люди, групи і держави. 1.3. Терпимість — це обов'язок сприяти утвердженню прав людини, плюралізму (в тому числі культурного плюралізму), демократії, верховенства права. Терпимість — це поняття, що означає відмову від догматизму, від абсолютизації істини і затверджує норми, встановлені в міжнародних правових актах в області прав людини. 1.4. Прояв терпимості, що співзвучне повазі прав людини, не означає терпимого ставлення до соціальної несправедливості, відмови від своїх або поступки чужим переконанням. Це означає, що кожен є вільним дотримуватися своїх переконань і визнає таке ж право за іншими. Це означає визнання того, що люди за своєю природою розрізняються за зовнішнім виглядом, становищем, мовою, поведінкою і цінностям і мають право жити в мирі та зберігати свою індивідуальність. Це також означає, що погляди однієї особи не можуть бути нав'язані іншим. |
| — Декларація принципів толерантності ЮНЕСКО; Декларація, Міжнародний документ від 16.11.1995 | |

У Декларації принципів толерантності підкреслюється також освітянське завдання, що виховання у дусі толерантності слід розглядати як невідкладний імператив; у зв'язку з цим необхідно заохочувати методи систематичного й раціонального навчання толерантності, що розкривають
культурні, соціальні, економічні, політичні та релігійні джерела нетерпимості, які лежать в основі насильства і відчуження.
Організація Об'єднаних Націй прийняла дві заяви про релігійну нетерпимість. У деклараціях окреслено свободу думки та релігії, викладену в Декларації прав людини та право вільного вираження у суспільстві без дискримінації.

## Толерантність в біології
Толерантність — екологічна пластичність. Здатність організмів витримувати відхилення чинників середовища від оптимальних для них.

## Толерантність в медицині
- Толерантність (медицина) — в цьому випадку поняття означає ступінь, до якої ліки можна вводити або споживати, не викликаючи шкідливих побічних ефектів.

- або фізіологічна толерантність (толерантність в токсикології) — зменшення реакції на речовину внаслідок попереднього впливу. Коли початкова доза препарату менш ефективна, і для досягнення первісного ефекту потрібна більша доза (стійкість до подальшого використання препарату) див.: Розвиток толерантності (медицина)
- Толерантність в імунології — толерантністю є відсутність імунної відповіді на антиген.

## Застосування терміна
Тепер цей термін вживають для позначення широкого кола терпимого ставлення до способу життя та існування соціальних груп, політичних партій або ідей, які багато хто вважає неприйнятними. Серед інших найчастіше йдеться про релігійну, національну, расову, політичну толерантність, толерантність до конкретної статі (чоловічої або жіночої), до сексуальних меншин і т. ін. Зазвичай принцип толерантності не визнають релігійні фундаменталісти, расисти, сексуальні шовіністи, радикальні націоналісти, ксенофоби, етноцентристи. Тоталітарні та авторитарні суспільства також великою мірою нетолерантні до тих чи інших соціальних груп або поглядів і думок інших людей
Приклади толерантності: батьки миряться з певною поведінкою своїх дітей; людина терпить слабкості іншої людини; людина терпить толерантність; монарх терпить інакомислення; релігійна течія терпимо ставиться до гомосексуалів; держава визнає релігійні меншини; суспільство терпимо ставиться до певних форм девіантної поведінки.

## Концептуальне обґрунтування толерантності
Толерантність обґрунтовується на підставі досить різних точок зору, з яких найбільше поширені такі:
- Позиція державного патерналізму.

Держава визнає терпимість до релігійних та ін. груп, якщо вони не ставлять під сумнів владу монарха та його династії, а також певні особливості державного ладу (наприклад — пануючу релігію), на підставі чого влада «добровільно» терпить практику меншості, яка, у свою чергу, не має переходити межі допустимого.
- Позиція християнської терпимості.

Вона ґрунтується на:
- концепції рівності усіх людей у їхніх гідності та свободі, як створених за образом і подобою Бога;
- кожен має право на свою думку, тобто на несхожість на інших;
- ніхто, крім Бога, не має монополії на істину і право на особливу близькість до неї;
- оскільки людина ушкоджена первородним гріхом, як людські спільноти, так і влада та держава також не гарантовані від помилок;
- порушення загальнообов'язкових норм поведінки, зафіксованих у світових релігіях (не вбивай, не кради, не зашкодь та ін.) не підлягає включенню до сфери толерантності[9].
- Позиція відділення церкви від держави.

Держава, виступаючи як світська нерелігійна інстанція, не повинна порушувати принцип свободи совісті, має виявляти однакове ставлення до різних віровизнавчих спільнот, атеїстів, а також прихильників різних норм моралі; у цьому вона керується необхідністю «загального блага».
- Позиція універсальності прав людини, конституційної демократії та громадянської рівності усіх людей в їхніх свободі та гідності.

«Всі люди народжуються вільними і рівними у своїй гідності та правах. Вони наділені розумом i совістю i повинні діяти у відношенні один до одного в дусі братерства».
Ліберальне суспільство відмовляється від засобів політичного примусу, керується принципами демократії та дотримання прав людини, свободи асоціацій та виключення насильства над совістю членів асоціацій. В основі такого підходу — егалітарно-універсалістський критерій громадянської рівності, який вимагає як рівного ставлення, так і взаємного визнання всіх громадян як «рівних» і «повноцінних» членів політичної спільноти. Тільки за умови повного і безумовного включення громадян у соціум досягається громадянська єдність.
Толерантність залишає недоторканими властиві різним релігіям, політичним партіям та іншим соціальним групам претензії на істину і правоту. Проте, вони не повинні претендувати на моральну або владну монополію і мають обмежити їх практичну значущість. Переконання повинні бути практично значущими тільки у межах, визначених нормою повного і пропорційного включення всіх громадян у соціум. Така вимога означає послідовну реалізацію можливостей слідувати тому способу життя, який наказує людині її релігія або етос. Однак, вона повинна реалізовувати свій етос у межах норм громадянського рівноправ'я, і також зобов'язана поважати у цих межах етос інших.

## Проблематичність толерантності
Щодо поняття толерантності і досі точаться дискусії. Позиції розділяються на дві протилежні:
- цей термін є попереднім та, хоч і є історично справедливим, однак має бути уточнений або замінений на позитивніший та супроводжуватись чіткою оцінкою плюралізму та різноманіття;
- він є абсолютним концептом, що важливий для існування суспільства та обмеження дискримінації.

Також дискусії точаться з приводу міри толерантності — якою мірою і в яких ситуаціях толерантність має бути присутня. Проблематичною є повна (радикальна) толерантність, яка вимагає толерантності навіть до радикалів, що потенційно становлять загрозу для дотримання прав частини громадян або стабільності соціальної системи.
Ефективна толерантність неминуче повинна бути абсолютною, і, щоб дієво виконувати свої функції — бути примусом, бути нетолерантною до нетолерантності. К. Поппер (Karl Popper) це визначив як «парадокс терпимості»: «необмежена терпимість повинна привести до нетерпимості». У цьому плані суперечка стосується меж терпимості — наскільки суспільство і його соціальні інститути мають віднайти розумні засоби самозбереження, що певною мірою підмінює принцип толератності.
Американський дослідник Р. Інґлехарт (Ronald Inglehart) безпосередньо пов'язує толерантність із рівнем матеріального добробуту, економічним прогресом та типом культури. Вона, на його думку, залежить від того, чи суспільство ближче до «традиційної», чи до «секулярно-раціональної» культури. Суспільствам першого типу культури властиві «цінності виживання», неповага до етнічного рівноправ'я, рівності статей, низький рівень міжособистісної довіри, нетерпимість до інакомислячих; для спільнот з культурою другого типу характерні «цінності самовираження».